# Jean McEwen

Jean McEwen, né le 14 décembre 1923 à Montréal et mort le 9 janvier 1999 à Montréal, est un peintre québécois.

## Biographie
Il fait des études supérieures en pharmacie à l'Université de Montréal où il obtient son diplôme en 1949, mais se passionne pour l'art et la littérature. Il abandonne bientôt la science pour la peinture.
D'abord influencé par l'impressionnisme, il subit l'influence de Paul-Émile Borduas qui le pousse à se rendre à Paris, en 1951, où McEwen s'imprègne des plus récentes tendances de la peinture d'avant-garde. De retour à Montréal, il est sensible à l'expressionnisme abstrait de Jackson Pollock, Sam Francis, Mark Rothko et, surtout, à l'art de Jean-Paul Riopelle. Il aborde la peinture non-figurative en adhérant à l'abstraction lyrique et, comme Riopelle, utilise à cette époque un couteau pour créer des effets de pleine surface.
Il présente sa première exposition à la galerie Agnès Lefort à Montréal. Il voyage et travaille en Europe de 1951 à 1954 avant de revenir à Montréal y présenter sa seconde exposition. Son travail tend de plus en plus vers la monochromie.
Ses œuvres de maturité apparaissent dès le début des années 1960, notamment avec Entrelacs rouges (1961, Musée des beaux-arts du Canada, Ottawa), Grand fil de plomb no 2 (1961, Musée des beaux-arts de Montréal) et À mauve ouvert (1963, Musée des beaux-arts du Canada, Ottawa). Son exposition de 1961 à la galerie Walter Moos à Toronto lui apporte la consécration. Sa signature originale offrent des compositions symétriques et hiératiques aux multiples couches opaques et translucides, presque toujours appliqués avec les doigts, que le peintre voue à la sensualité de la couleur, de la lumière et du geste. Souvent divisés par un « fil de plomb » en deux ou trois sections, ses tableaux exploitent la verticalité et un sensation de profondeur où la lumière, captée sous un glacis minéral, court comme un fluide, dans un art qui rappellent celui des vitraux. McEwen a d'ailleurs signé un groupe de vitraux pour l'Université Concordia de Montréal. Son travail est exposé dans plusieurs villes dont New York, Paris et Londres. À partir des années 1970, ses toiles renouent à l'occasion avec les motifs de la nature et de sa lumière (Les Fiançailles, 1976, Musée des beaux-arts du Canada, Ottawa).
Au début des années 1960, il est président de l'Association des artistes non-figuratifs de Montréal.
Au cours de sa carrière, il se voit décerner plusieurs prix et distinctions au Canada comme à l'étranger.
En 1987, le Musée des beaux-arts de Montréal a présenté une importante rétrospective de son œuvre.

## Œuvres
- Blanc, marges orangées, 1955, huile sur toile, 209 x 138 cm, Musée national des beaux-arts du Québec, Québec[2].
- Les Pierres du moulin nº 4, 1955, huile sur toile, 209 x 138 cm, Musée national des beaux-arts du Québec, Québec[3].
- Midi, temps jaune, 1960, huile sur toile, 137 x 117 cm, Musée national des beaux-arts du Québec, Québec[4].
- Verticale traversée d'une horizontale nº 1, 1962, huile sur toile, 99 x 99 cm, Musée national des beaux-arts du Québec, Québec[5].
- L'Apocalypse selon saint Jean, vers 1963, encre sur papier, 50,7 x 38,5 cm, Musée national des beaux-arts du Québec, Québec[6].
- L'Apocalypse selon saint Jean, vers 1963, encre sur papier, 48,5 x 36,5 cm, Musée national des beaux-arts du Québec, Québec[7].
- L'Apocalypse selon saint Jean, vers 1963, encre sur papier, 51 x 38,7 cm, Musée national des beaux-arts du Québec, Québec[8].
- Chevalier bleu, 1963, huile sur toile, 89 x 116 cm, Musée national des beaux-arts du Québec, Québec[9].
- Sans titre (Drapeau inconnu), 1964, aquarelle sur papier, 40,7 x 30,8 cm, Musée national des beaux-arts du Québec, Québec[10].
- Plages bleues et mauves, 1966, polymère sur toile, 127 x 127 cm, Musée national des beaux-arts du Québec, Québec[11].
- Le Soleil et la mer, 1966, acrylique sur toile, 193,5 x 152,7 cm, Musée national des beaux-arts du Québec, Québec[12].
- Vert traversant le feu des signes, 1969, acrylique sur toile, 183,5 x 183,5 cm, Musée national des beaux-arts du Québec, Québec[13].
- D'où venons-nous? Que sommes-nous? Où allons-nous?, 1975, huile sur toile, 203,1 x 178 cm (1er élément); 203,5 x 275,2 cm (2e élément); 203 x 183 cm (3e élément), Musée national des beaux-arts du Québec, Québec[14].
- Temple heureux nº 1, 1977, huile sur toile, 183 x 183 cm, Musée national des beaux-arts du Québec, Québec[15].
- Violet chevauchant le vert, 1979, huile sur toile, 152 x 152 cm, Musée national des beaux-arts du Québec, Québec[16].
- Les Plaintes d'un Icare, nº 1, 1983, 152,5 x 152,5 cm, Musée national des beaux-arts du Québec, Québec[17].
- Légende du oui et du non nº 26, 1990, huile sur toile, 198,3 x 152 cm, Musée national des beaux-arts du Québec, Québec[18].
- Trou de mémoire, 1992, aquarelle sur papier Arches, 77 x 107 cm, Musée national des beaux-arts du Québec, Québec[19].
- Ni plus ni moins nº 1, 1993, huile sur toile, 198,5 x 208,5 cm, Musée national des beaux-arts du Québec, Québec[20].
- Ni plus, ni moins, 1994, eau-forte, E.A., 120,5 x 80 cm (papier); 79,3 x 60 cm (image), Musée national des beaux-arts du Québec, Québec[21].
- Fleuron soutenu de jaune nº 4, 1998, huile sur toile, 190,5 x 127 cm, Musée national des beaux-arts du Québec, Québec[22].

## Honneurs
En 1964, lors du 81e Salon du Printemps du Musée des beaux-arts de Montréal, il a obtenu le prix Jessie Dow de la meilleure peinture à l'huile pour l'œuvre intitulée Le drapeau inconnu. Il a obtenu le Prix Paul-Émile-Borduas en 1998.

## Collections publiques
- Musée national des beaux-arts du Québec[24]
- Musée des beaux-arts de Montréal
- Musée des beaux-arts de Sherbrooke
- Musée des beaux-arts du Canada
- Musée Laurier

## Expositions
- Musée des beaux arts de Montréal, 1960, 19 février - 6 mars, «Paintings by Suzanne Meloche and Jean McEwen »[25].

## Sources et références
- Le peintre Jean McEwen, poète de la couleur,[26] Aujourd'hui l'histoire avec Jacques Beauchamp, Montréal, publié le 12 décembre 2019.
- Lettre d'amour filial de Jérémie McEwen à son père, le peintre Jean McEwen[27], On dira ce qu'on voudra avec Rebecca Makonnen, Montréal, publié le 6 septembre 2018.

- L'Encyclopédie du Canada, Montréal, Les Éditions internationales Alain Stanké, 2000, p. 1486.
- Jean Cathelin, « Jean McEwen », Cimaise, no 74,‎ octobre 1965-janvier 1966, p. 11-19.